# 1102. grenadirski polk (Wehrmacht)
1102. grenadirski polk (izvirno nemško 1102. Grenadier-Regiment; kratica 1102. GR) je bil pehotni polk Heera v času druge svetovne vojne.

## Zgodovina
Polk je bil ustanovljen 20. maja 1944. 7. maja 1945 so polk preoblikovali v 590. grenadirski polk. 